# اضطراب (فلم)
اضطراب (بالإنجليزية: Disturbia) هو فيلم أمريكي من أفلام الإثارة، أُصدر عام 2007، من إخراج د. ج. كاروسو، وبطولة شيا لابوف، سارة رومر، ديفيد مورس وكاري-آن موس

## القصة
بعد وفاة «دانيل» (والد كايل) يصبح «كايل» (شيا لابوف) فتى متهجم ومتقلب المزاج لأنه يشعر بالذنب لوفاة والده، بعد أن يقوم «كالي» بضرب أستاذه في المدرسة الثانوية، يحاكم «كالي» من القضاء ويكون الحكم بالإقامة الإجبارية في بيته من دون أن يتعدى سور الحديقة، تقوم «جولي» (والدة كالي) بالعمل ليلاً ونهاراً لتأمين احتياجاتها واحتياجات ابنها «كالي»، ويقابل «كالي» عمل والدته باللامباله والخمول، وتكون تسلية «كالي» بمراقبة جيرانه والتجسس عليهم، ومنهم الفتاة التي انتقلت حديثاً إلى المنزل المجاور له وهي «أشلي كارلسون» (ساره رومر) والسيد «ترنر» (ديفيد مورس) جاره في الجهة المقابلة من الشارع، وتبدأ شكوكه بأن أحد جيرانه وهو السيد «ترنر» هو (قاتل متعدد الجرائم) ويحاول «كالي» بأن يثبت ذلك مما يضعه بالكثير من المتاعب، ولكن في أحد الليالي يشهد ما يبدو له جريمة قتل في منزل السيد «ترنر»، بعدها يصبح «كالي» مهووساً بكشف الحقيقة وراء جرائم القتل، ولكن وبسبب عدة مواقف مع جاره تصبح المسألة حياة أو موت.

## الممثلون
| الممثل      | الدور الرئيسي |
| ----------- | ------------- |
| شيا لابوف   | كايل بريكت    |
| سارة رومر   | أشلي كارلسون  |
| آرون يو     | روني          |
| ديفيد مورس  | روبرت ترنر    |
| مات كرافن   | دانيل بريكت   |
| كاري-آن موس | جولي بريكت    |

## روابط خارجية
- الموقع الرسمي
- مقالات تستعمل روابط فنية بلا صلة مع ويكي بيانات
- اضطراب على موقع أول موفي.